# Silvery Sometimes (Ghosts)
Silvery Sometimes (Ghosts) è un brano del gruppo di rock alternativo The Smashing Pumpkins, secondo singolo tratto dall'album Shiny and Oh So Bright, Vol. 1 / LP: No Past. No Future. No Sun. pubblicato il 16 novembre 2018.

## Il brano
Questo brano è stato prodotto da Rick Rubin che aveva già lavorato con la band a metà degli anni 90. In una recente intervista radiofonica Corgan ha dichiarato che il brano ha reminescenze della raccolta di rarità Pisces Iscariot del 1994 e che il prossimo album non avrà un concept come i precedenti lavori del gruppo.
Ha finora raggiunto il 40º posto nella classifica Alternative Songs negli Stati Uniti.

## Video
Il video musicale del brano, diretto dallo stesso Corgan e prodotto da Linda Strawberry, racconta la diretta streaming della visita della band ad una casa infestata il giorno di Halloween. Ciascun membro del gruppo ha apparizioni di fantasmi o di creature demoniache, finché non scoprono che è lo stesso Billy a controllare tutte queste manifestazioni. Appare anche Mark McGrath degli Sugar Ray nei panni del presentatore. Fan della band sono stati reclutati come comparse, nella parte introduttiva.

## Formazione
The Smashing Pumpkins
- Billy Corgan – voce, chitarra, basso
- James Iha – chitarra
- Jeff Schroeder – chitarra
- Jimmy Chamberlin – batteria

Tecnici
- Rick Rubin – produttore
- Dana Nielsen – missaggio
- Vlado Meller – mastering

## Classifiche
| Classifica (2018)              | Posizione massima |
| ------------------------------ | ----------------- |
| Stati Uniti (Billboard Modern) | 40                |